# Adulis
Adulis o Aduli (Αδουλίς en griego antiguo) es un sitio arqueológico en el Mar Rojo Norte, en Eritrea, situado a unas 30 millas al sur de Massawa en el Golfo de Zula. Era el puerto considerado parte del Reino de Aksum, ubicado en la costa del Mar Rojo. Sin embargo, las excavaciones recientes han descubierto objetos que son anteriores a la civilización axumita. Esta civilización es ahora conocida como adulita. La bahía de Adulis lleva el nombre de la localidad. Se cree que la ciudad contemporánea de Zula, puede ser el Adulis de la época aksumita, ya que Zula puede reflejar el nombre local del griego antiguo Adulis.

## Historia
Plinio el Viejo fue el primer escritor que mencionó Adulis (NH 6.34). Este erudito y almirante romano entendió mal el nombre del lugar, pensando que el topónimo significaba que había sido fundado por esclavos egipcios fugitivos. Plinio afirmó además que era el "mercado principal de los trogloditas y la gente de Etiopía". Adulis también se menciona en el Periplo del mar Eritreo, una guía del Mar Rojo y del Océano Índico. El Periplo describe el asentamiento como un emporio para comerciar marfil, pieles, esclavos y otras exportaciones del interior. Puede haber sido conocido previamente como Berenice Panchrysos de los Ptolomeos. Los mercaderes romanos utilizaron el puerto en el siglo II y III.
Cosmas Indicopleustes registra dos inscripciones que encontró aquí en el siglo VI: la primera señala cómo Ptolomeo Euergetes (247–222 a. C.) usó elefantes de guerra capturados en la región para obtener victorias en sus guerras en el extranjero; el segundo, conocido como Monumentum Adulitanum, fue inscrito en el año 27 por un rey de Axum, quizás llamado Sembrouthes, jactándose de sus victorias en Arabia y el norte de Etiopía.
Una obra del siglo IV, tradicional pero quizás incorrectamente atribuida al escritor Paladio de Galacia, relata el viaje de un abogado anónimo egipcio (escolástico) a la India para investigar la filosofía brahmán. Fue acompañado en parte del camino por un tal Moise o Moisés, el obispo de Adulis.
El control de Adulis permitió que el reino de Aksum fuera la mayor potencia en la región del Mar Rojo. Este puerto fue el área de preparación principal para la invasión de Kaleb del reino himyarita de Dhu Nu, alrededor del 520. Mientras que el erudito Yuri Kobishchanov detalló varias incursiones que los aksumitas realizaron en la costa árabe (la última en 702, cuando el puerto de Jeddah estaba ocupado), y argumentó que Adulis fue capturado más tarde por los musulmanes, lo que puso fin a la capacidad naval de Axum y contribuyó al aislamiento del Reino de Aksum del Imperio Bizantino y otros aliados tradicionales. Los últimos años de Adulis son un misterio. Los escritores musulmanes mencionan ocasionalmente tanto a Adulis como al cercano archipiélago Dahlak como lugares de exilio. La evidencia sugiere que Axum mantuvo su acceso al Mar Rojo, aunque experimentó una clara disminución de su auge a partir del siglo VII en adelante. En cualquier caso, el poder marítimo de Axum disminuyó y la seguridad del Mar Rojo recayó sobre otros hombros.

## Excavaciones arqueológicas

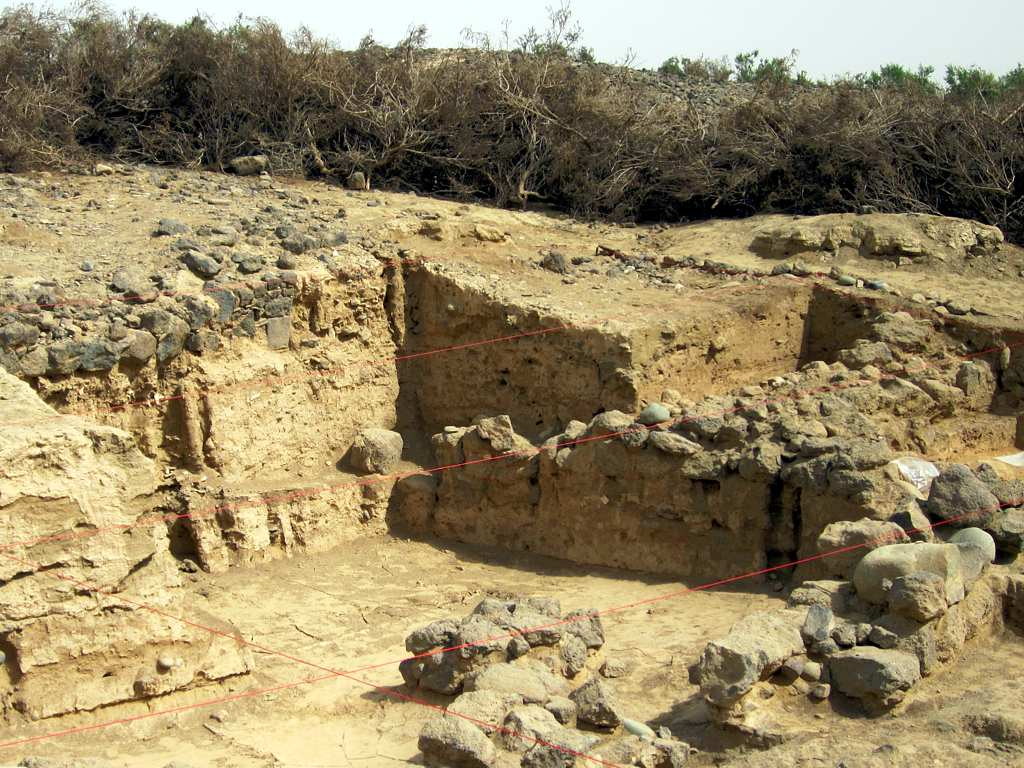
Excavaciones arqueológicas en Adulis, 65 kilómetros al sur de Massawa, Eritrea.

Adulis fue uno de los primeros yacimientos axumitas en someterse a una excavación, cuando una misión francesa a Eritrea bajo Vignaud y Petit realizó un estudio inicial en el año de 1840, y elaboró un mapa que marcaba la ubicación de tres estructuras que creían que eran templos. En 1868, los trabajadores vinculados a la campaña de Napier contra Tewodros II visitaron Adulis y expusieron varios edificios, incluidos los cimientos de una iglesia de estilo bizantino.
Las primeras excavaciones científicas en Adulis fueron realizadas por una expedición alemana en 1906, bajo la supervisión de R. Sundström. Sundström trabajó en el sector norte del lugar, sacando a la luz una gran estructura, que denominó el "palacio de Adulis", y recuperó la acuñación de "axumita". Los resultados de la expedición fueron publicados en cuatro volúmenes en el año 1913.
El italiano Roberto Paribeni excavó en Adulis el año siguiente, descubriendo muchas estructuras similares a las que Sundström había encontrado anteriormente, así como varias viviendas comunes. Encontró un montón de cerámica: incluso las ánforas de vino importadas de la zona de la moderna Áqaba se encontraron aquí durante las décadas de existencia de la colonia de la Eritrea italiana. Estos tipos ahora llamados ánforas Ayla-Axum se han encontrado en otros sitios en Eritrea, incluso en la Isla Black Assarca.
Pasaron más de 50 años hasta la siguiente serie de excavaciones, cuando en 1961 y 1962 el Instituto Etíope de Arqueología patrocinó una expedición dirigida por Francis Anfray. Esta excavación no solo recuperó materiales que mostraban una gran afinidad con el desaparecido Reino de Axum, sino una capa de destrucción. Esto, a su vez, llevó a Kobishchanov a argumentar más tarde que Adulis había sido destruida por una incursión árabe a mediados del siglo VII, una visión que desde entonces ha sido parcialmente rechazada.
Se hallaron un par de fragmentos de recipientes de vidrio en las capas más profundas excavadas en Adulis, similares a los utilizados durante la dinastía XVIII de Egipto. Un recipiente descubierto en el sitio fue una especie de matraz procedente de Abu Mena, decorado con un diseño que muestra a San Menas de Alejandría entre dos camellos arrodillados. Se supone que estas vasijas contenían agua de un manantial cercano a la tumba del santo en Egipto (Paribeni 1907: 538, fig. 54), y este en particular pudo haber sido llevado a Adulis por un peregrino.
Desde la independencia de Eritrea, el Museo Nacional de Eritrea ha pedido al Gobierno de Etiopía que devuelva los objetos hallados en estas excavaciones. Hasta la fecha han sido denegados.
Investigaciones coloniales anteriores fueron sustentadas por una vieja narrativa etíope. La mayoría de estas crónicas colocan a Adulis justo en el centro del reino de los axumitas y la incluye como parte integral de este mismo reino. Como resultado, Adulis ha sido estudiada como parte integrante del reino axumita por la mayoría de, si no todos, los eruditos de la región. Sin embargo, las fuentes históricas/arqueológicas recientes desafían el paradigma abisinio en el sentido de que Adulis era el centro de un reino que no era parte constitutiva del reino axumita, en el período anterior antes del surgimiento de Aksum.